# ドングル

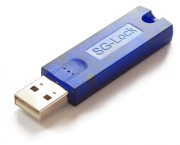
USBドングル。このほかパラレルポートに接続するタイプのドングルもある

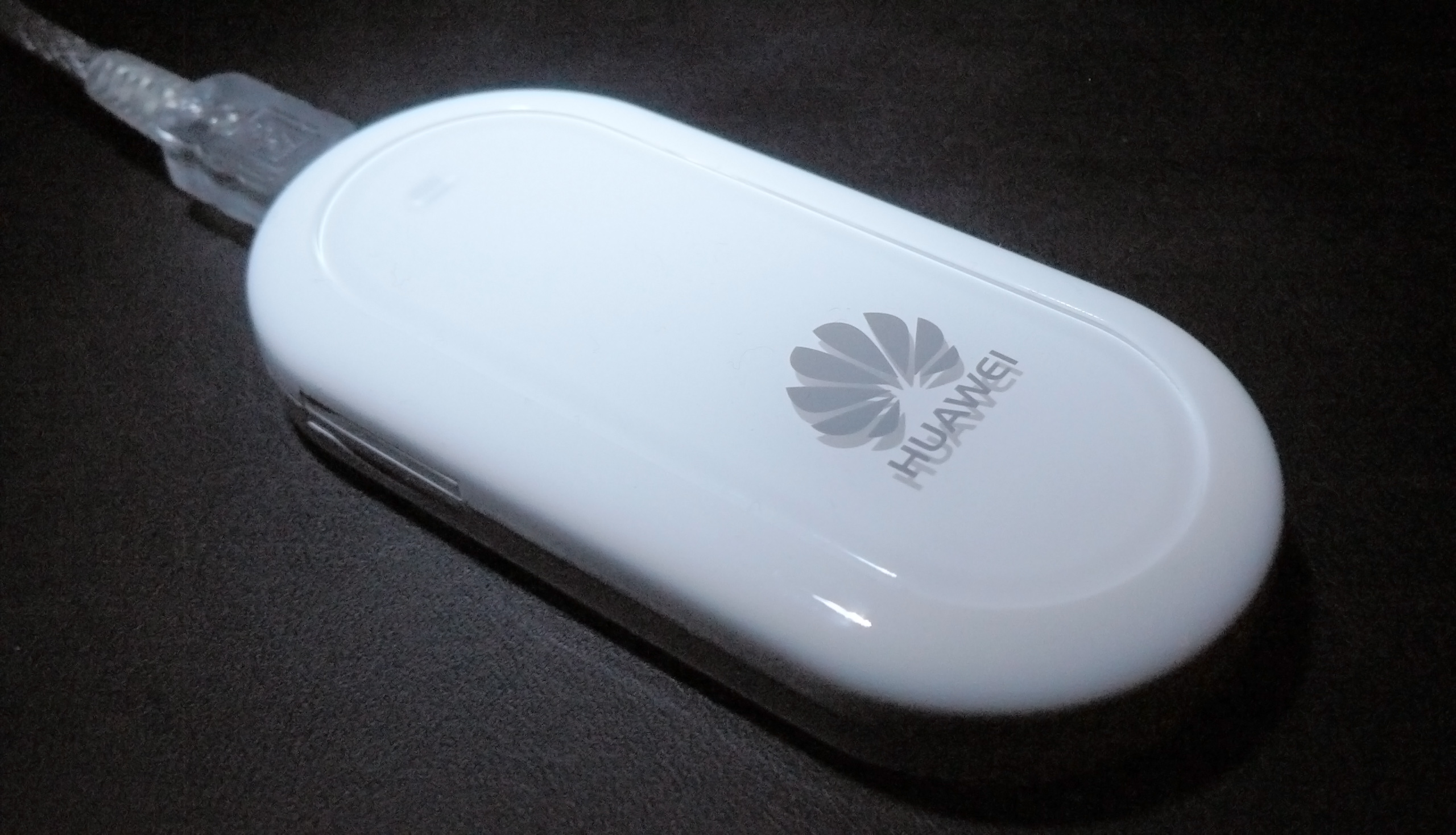
Huawei E220 HSDPA USBモデム。通称「ドングル」と呼ばれる。

ドングル（英: dongle）は、コンピュータに接続する小さな装置を指す俗語。もともとは主にプロプライエタリソフトウェアが正規のライセンスの下に使用されているかをチェック（一種のコピーガードの目的）するために使用されるごく小さなハードウェア（プロテクトドングル）のことを指していた。それ以外には、PS/2コネクタにUSBマウスを接続するために使用される変換コネクタなど、インタフェースの変換を行う小型の装置や、モバイルブロードバンドで使用するUSBモデム端末など、そういった小さな装置を一般になんでも指すことができる語であり、近年はそちらの用法のほうがよく見られる。

## プロテクトドングル
近年ではもっぱらUSBに装着する。USB以前（レガシーデバイス）の時代にはパラレルポート、ないしシリアルポートが使われていた。
コンピュータプログラムの起動時や実行中にドングルが装着されていることをチェックし、装着されていることを検出できない場合、ソフトウェアは起動しないか、または使用できる時間や機能などが制限される。
3DCGソフト、CAD/CAM/CAEソフトのような高価なものには以前から使われていたが、近年ではビジネスユース・ワークユースの安価なソフトウェアにもUSBタイプのドングルが使われている。方式はさまざまであるが、最近では、インストールしたパソコンを識別し、多重インストールを防ぐなどの目的でインストールしたマシンの一部のシステム情報をフラッシュメモリで書換え保存できる仕様にしているものも存在する。
特定業務用にカスタム開発されるソフトウェアにおいて、ライセンス管理やソフトウェアの社外流出防止のためにも使用されてきている。ソフトウェアを使用可能なコンピュータの台数はドングルの数までと明確であり、また、コンピュータが故障した場合などにアクティベーション方式で生じる問題点（アクティベーション#問題点・課題点の項を参照）を回避できる、ソフトウェアとドングルの納品後はライセンス管理をユーザー会社内のみで行える、などのメリットがあるためである。他方で、ドングルの故障・破損・紛失などの場合にはソフトが使用不能になり、代替品を入手するまでは作業ができなくなる場合もある、さらには固有のシリアルナンバーでデータを管理している場合には、ソフトメーカーにドングルを再登録・再発行する手続きが必要となるため作業停滞が長期間に及ぶ、などというデメリットが発生する場合もある。
類似のものとして、無線LANやVPNを利用する際に、正当な利用者であることを証明するセキュリティトークンとして、認証情報の入ったドングルをPCに装着することが求められる場合がある。
紛失の予防などハンドリング上の理由からか、ある程度の大きさのものが多い。

## 語源
1980年代から使われ始めたが、語源は不明である。おそらくは「dangle(動詞:ぶらぶらと垂れ下がっている、の意)」や「dong(男性器を意味する俗語)」から連想された造語ではないかとされる。
ジャーゴンファイルの「dongle」の項によれば、1992年の早期にRainbow Technologiesというドングルの製造者が、発明者の「Don Gall」に由来する、と宣伝のコピーにしていたことがあったが、これは宣伝用の作り話であることが確認されている。

## メーカー
世界的に、下記四社がシェアを四分している。
- SafeNet Sentinelシリーズ（SafeNet）
- HASPシリーズ（旧Aladdin）
- UniKeyシリーズ - ウェイバックマシン（2012年6月28日アーカイブ分）(SecuTech)
- rockeyシリーズ（rockey）

Sentinelシリーズは、米国Rainbow Technologies社のプロダクトであったが、2004年にRainbow Technologies社とSafeNet社が合併し、SafeNet社のプロダクトに加えられた。2010年4月1日、SafeNet社、Aladdin社との統合を完了。HASPシリーズもSafeNet社が販売。現在はSentinel LDKと名称を変更して販売している。UniKeyシリーズは、中国のSecuTech社により開発された製品である。最先端のクラッキング防止技術を利用し、優れているコストパフォーマンスを備えている。SecuTech社より直販となる。Rockeyシリーズは、中国の大手セキュリティメーカFeitian Technologies社の商品である、ICカード技術を活用した最先端的なドングル製品群もある。その他メーカーは以下。
- リビック Matrixシリーズ
- 十条電子 JSPシリーズ - ウェイバックマシン（2008年4月8日アーカイブ分）→2014年10月29日販売元である十条電子が東京地裁から破産開始決定を受け倒産。同年6月には事業を停止していた[3]。
- オーデン ソリッドガード→2013年6月20日販売終了
- クオーレ bite-board（バイトボード）シリーズ
- 日本テクノラボ USB COPYGUARD
- シンク USBどんぐりこ（市販USBメモリをドングル化）
- サイバーフォート Licensor WOLF（市販USBメモリをドングル化）
- ロジカルテック LockStarシリーズ
- サンカーラ WIBUシリーズ

## インタフェース変換ドングル
インタフェース変換を行う小型の装置のこともドングルと呼ぶ。以下のように、多種多様なドングルがある。
- PS/2コネクタ - USB
PS/2コネクタにUSBキーボードやマウスを接続するためのドングル。USBキーボードやマウスに同梱されていることも多い。同梱されているマウスやキーボードでの使用に特化し、他と互換性のないものも一部存在する。
- USB‐PS/2
USBポートにPS/2キーボードやマウスを接続するためのドングル。使い慣れたキーボードやマウスを使い続けたい上級ユーザーが購入することが多い。
- USB‐ADB
iMac 以降のMacintoshに従来のMacintosh/NeXT用キーボードやマウス、タブレットを接続するためのもの。
- USB - RS-422
iMac 以降のMacintoshに従来のMacintosh用・Newton用シリアル接続の周辺機器を接続するためのもの。
- DVI‐RGB
ビデオカードのDVI-IまたはDVI-A出力端子に、アナログRGBのディスプレイを接続するためのドングル。DVIのデジタル信号をアナログRGB信号に変換することはできない。
- RGB‐DVI
ビデオカードのRGB出力端子に、DVI接続のディスプレイを接続するためのドングル。アナログRGB信号をDVIのデジタル信号に変換することはできない。したがってディスプレイ側のDVI端子がアナログRGB入力に対応したDVI-IまたはDVI-Aである必要がある。
- USB - SCSI
USBをSCSIカードの代わりに使用するドングル。SCSI機器自体の減少から需要は減っているものの、今でもSCSI機器が使いたいというユーザーからは人気がある。
- USB - IrDA
USB接続のIrDAインタフェースで、とくにケーブルがなく本体から出っ張るような形になるもの。
- USB - Bluetooth - 上記と同様。
- USB - 無線LAN - 上記と同様。
- RS-232C
RS-232Cのコネクタには、ピン数やオス・メスなどさまざまなものがある。それらを相互接続するためのドングルもまた多種多様に存在する。

その他、PCカードのイーサネットアダプタやモデムに付属している、カードとケーブルを結ぶ短い中継ケーブルであるメディアカプラ（俗にいう「しっぽ」）のこともドングルと呼ぶことがある。

## 実際に採用された製品例
- 縦スクロールシューティング・ゲーム「トップルジップ」（ボーステック） - 「J-モジュール」と呼ばれ、一部機種（PC-8801シリーズ、FM77AV、X1））用にのみ採用。I/Oスロットに装着。
- 3DCGソフトウェア「LightWave」（NewTek） - Ver11迄、採用。
- 3DCGソフトウェア「Shade」（イーフロンティア） - 「ADBドングル」と呼ばれる。一部バージョンでのみ採用。
- 3DCGソフトウェア「Form-Z」（auto-des-sys）

## 注
1. ↑  https://www.etymonline.com/word/dongle
2. ↑  http://www.catb.org/jargon/html/D/dongle.html
3. ↑  十条電子(株)｜埼玉県川口市 − 倒産情報 東京経済ニュース